# وي زي-122 دبابة قتال رئيسية
وي زي-122 دبابة قتال رئيسية طورتها جمهورية الصين الشعبية. بدأ تطويرها في مارس 1970. بعد بناء عدة نماذج، تم التخلي عن الخطة في عام 1974. 

## التاريخ
بعد حادثة جزيرة تشنباو ( zh: 珍寶島 事件 ) في عام 1969، قررت جمهورية الصين الشعبية ضرورة تطوير نماذج دبابات جديدة. وشملت هذه الدبابات الجديدة WZ-132 ، وي زي-121 (نوع 69) و وي زي-122، التي بدأ تطويرها في مارس 1970.
تم الانتهاء من النموذج الأولي وي زي-122إيه في 25 سبتمبر 1970. كان البرج والعجلات في الدبابة يحمل نفس سمات وطراز التصميم للدبابات السوفيتية، ولكنها كانت تختلف أيضًا عن الدبابات في الاتحاد السوفيتي في بعض المكونات مثل نظام التعليق.  ومع ذلك، كانت هذه الدبابة معقدًا جدًا للاستخدام العملي في الصين في ذلك الوقت. لذلك، تم وضع الدبابة جانبا والتخلي عنها بسرعة. في يناير 1971، تم الانتهاء من نموذج أولي آخر. استخدم هذا النموذج الأولي العديد من الأجزاء المكتملة، ولكن تم العثور على العديد من المشكلات أثناء الاختبار، مما أدى إلى التخلي عنه أيضا في نهاية المطاف. 